# Caloneurodea
Калоневродеи, или калоневридовые (лат. Caloneurodea), — отряд вымерших крылатых насекомых. 9 семейств.
Обнаружены в ископаемых отложениях пермского и каменноугольного периодов Европы, Урала, Сибири, Северной Америки.

## Описание
Внешне сходные с палочниками четырёхкрылые насекомые. Передние и задние крылья с гомономным жилкованием складывались крышевидно или плоско на брюшке. Ротовой аппарат грызущий, усики и ноги длинные. Гениталии самцов с хватательными форцепсами.

## Систематика
Около 9 семейств. Группа с дискутируемым систематическим положением. Их рассматривают в качестве предковых форм или сближают с ортоптероидными (прямокрылые; надотряд Orthopterida из Polyneoptera), или со скарабеоновыми (жуки и другие) или с цимициеформными насекомыми (клопы).
В 2002 году Расницын и Куик (Rasnitsyn & Quicke, 2002) рассматривали Caloneurodea под названием Caloneurida в составе надотряда Caloneuridea (с отрядами †Blattinopseida и современными Zorotypida), а их вместе с Paraneoptera включали в когорту под названием Cimiciformes (в более широком таксономическом объёме), включив неё ещё 4 надотряда: †Hypoperlidea (†Hypoperlida), †Dictyoneuridea (†Dictyoneurida, †Mischopterida, †Diaphanopterida), Psocidea (с отрядами Psocida, Pediculida, Thripida) и Cimicidea (Hemiptera).
В 2002 году был предложен таксон Archaeorthoptera в ранге надотряда, включающего группу Panorthoptera (Orthoptera + Caloneurodea + (Titanoptera + Geraridae)) и часть неклассифицированных таксонов ‘‘Protorthoptera’’.
В системе, предложенной в 2006 году испанским энтомологом Антонио Арилло и американским палеоэнтомологом Майклом Энджелом (Arillo & Engel, 2006) положение Caloneurodea в составе надкогорты Polyneoptera выглядит следующим образом:
- Надкогорта Polyneoptera
  - Когорта Anartioptera
    - Магнотряд Polyorthoptera
      - Надотряд Orthopterida Boudreaux
        - Грандотряд Panorthoptera Crampton
          - † Отряд Glosselytrodea Martynov
          - † Отряд Caloneurodea Handlirsch
          - † Отряд Titanoptera Sharov
          - Отряд Orthoptera Olivier

В 2015 году чешский палеоэнтомолог Якуб Прокоп (Чехия) с соавторами включили Caloneurodea в состав надотряда Archaeorthoptera.

### Классификация

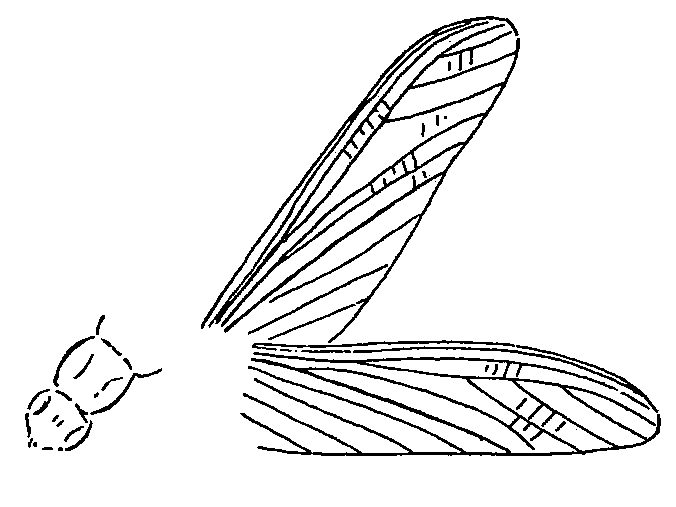
Homaloptila similis

По источникам:
- Caloneuridae
  - Caloneura
  - Gigagramma
  - Ligogramma
- Amboneuridae
  - Amboneura
- Anomalogrammatidae
  - Anomalogramma
- Aspidoneuridae
  - Apsidoneura
  - Homaloptila
- Euthygrammatidae
  - Euthygramma
- Lodevogrammatidae 
  - Lodevogramma
- Paleuthygrammatidae
  - Paleuthygramma
  - Paleuthygrammella
  - Vilvia
  - Vilviopsis
- Permobiellidae
  - Permobiella
  - Pseudobiella
- Pleisiogrammatidae
  - Pleisiogramma
- Synomaloptilidae